# 베트남 군사원조사령부
베트남 군사원조사령부(Military Assistance Command, Vietnam), MACV(mack vee)는 베트남 전쟁 동안 베트남 공화국에 주둔한 주월 미군을 지휘통제하던 미국의 통합전투사령부였다.

## 역사
MACV는 남베트남에 대한 미군의 원조량이 늘어남에 따라 대응하기 위해 1962년 2월 8일에 창설되었다. MACV는 베트남 군사원조고문단(MAAGV)을 돕기 위해 생겨났으나, 1964년 5월 15일에 전투 부대가 전개하고 재편성을 거듭하면서 명령을 내리기에는 고문단에 비해 너무 커지면서 베트남 MAAG 사령부를 병합하였다.
첫 번째 MACV 지휘관은 베트남 MAAG 사령관이기도 한 폴 D. 호킨스 장군이었으며, 1964년 6월 윌리엄 웨스트모얼랜드 장군에 의한 재편을 마쳤고, (1968년 7월) 크레이톤 에이브람스 장군과 프레데릭 웨이안드(1972년 6월) 장군으로 이어졌다.
60일간 공격을 멈추고 파리 평화협정에 서명을 함에 따라 모든 미국인과 제3국은 철수하였다. MACV는 1973년 3월 29일자로 해체되었다.

## 지휘관
베트남 군사 원조 사령부의 지휘관은 군사용 두문자어로 COMUSMACV(Commander, U.S. Military Assistance Command, Vietnam, "com-U.S.-mack-vee")로 표기된다.
1. 대장 폴 D. 호킨스, 1962 ~ 1964
2. 대장 윌리엄 웨스트모얼랜드, 1964 ~ 1968
3. 대장 크레이턴 에이브럼스, 1968 ~ 1972
4. 대장 프레데릭 웨이안드, 1972 ~ 1973

## 구성
- 주월 미국 육군 (USARV)
- 주월 미국 해군 (NAVFORV)
- 제7공군 (7AF)
- 제3해병상륙군 (III MAF)
- 제1베트남야전부대 (I FFV)
- 제2베트남야전부대 (II FFV)
- 제24(XXIV)군단
- 제5특전단
- 민간 작전 및 혁명 개발 지원 (CORDS)
- 합동고위사령부" (합동참모 & 최고 지휘관)
  -  연구관찰단 (MACV-SOG)
  - 에코 31

## 같이 보기
- 군사원조고문단

## 참고

### 인용
1. ↑  Winnefeld & Johnson; James A. Winnefeld, Dana J. Johnson (1993). 《Joint air operations: pursuit of unity in command and control, 1942-1991》. Naval Institute Press. ISBN 1557509263.

### 자료
- Stanton, Shelby (1981). 《Vietnam Order of Battle》. Washington D.C.: U.S. News Books. 61-63쪽. ISBN 0-89193-700-5.
- Sorley, Lewis (2007). 《A Better War: The Unexamined Victories and Final Tragedy of America's Last Years in Vietnam》. Harcourt, Incorporated. ISBN 0-15-601309-6.
- Cosmas, Graham A. (2006). 《MACV: The Joint Command in the Years of Escalation, 1962-1967》. The United States Army in Vietnam. United States Army Center of Military History. CMH Pub 91-6-1. 2019년 6월 18일에 원본 문서에서 보존된 문서. 2011년 11월 13일에 확인함.